# Orchomene humilis
Orchomene humilis är en kräftdjursart som först beskrevs av Costa 1853.  Orchomene humilis ingår i släktet Orchomene och familjen Lysianassidae. Arten är reproducerande i Sverige. Inga underarter finns listade i Catalogue of Life.